# نيلي كيم
نيلي كيم (Nellie Kim) هي لاعبة أولمبية لرياضة الجمباز من الاتحاد السوفيتي. شاركت في الأولمبياد الصيفي في 1976–1980، وفازت بما مجموعه 6 ميداليات.

## الميداليات
| ذهب | فضة | برونز | المجموع |
| 5   | 1   | 0     | 6       |

## روابط خارجية
- نيلي كيم على موقع IMDb (الإنجليزية)
- نيلي كيم على موقع الاتحاد الدولي للجمباز (licence) (الإنجليزية)
- نيلي كيم على موقع الاتحاد الدولي للجمباز (biography) (الإنجليزية)
- نيلي كيم على موقع اللجنة الأولمبية الدولية (الإنجليزية)
- نيلي كيم على موقع أوليمبيديا (الإنجليزية)